# شارلوت، ملکه قبرس
شارلوت، ملکه قبرس (انگلیسی: Charlotte, Queen of Cyprus؛ ۲۸ ژوئن ۱۴۴۴ – ۱۶ ژوئیهٔ ۱۴۸۷) ملکه قبرس از سال ۱۴۵۸ تا  ۱۴۶۴ میلادی بود. وی بزرگترین فرزند و تنها دختر ژان دوم قبرس و هلنا پالایولوگی بود. در سن ۱۴ سالگی جانشین پدرش در پادشاهی قبرس شد اما برادرش جیمز، مدعی تاج‌وتخت قبرس شد و قدرت شارلوت را به چالش کشاند. با کمک نیروهای مصری، شارلوت مجبور به فرار از جزیره قبرس در سال ۱۴۶۳ شد تا برادرش به مقام پادشاهی قبرس برسد. وی تلاشی برای بازپس‌گیری جایگاه خود کرد اما ناموفق بود تا آن که بدون فرزند در رم درگذشت.